# Red Sails in the Sunset
Albums de Midnight Oil
10, 9, 8, 7, 6, 5, 4, 3, 2, 1
(1982) Species Deceases (EP)
(1985)
Singles
1. When the Generals Talk
Sortie : 1984
2. Best of Both Worlds
Sortie : 1985

Red Sails in the Sunset est le cinquième album studio du groupe de rock australien Midnight Oil sorti en octobre 1984.
Il se classe numéro 1 en Australie où il sera certifié quadruple disque de platine. Il se classe également dans le Billboard 200 américain et en Nouvelle-Zélande.
Il a été enregistré à Tokyo. La pochette, illustrée par l'artiste japonais Tsunehisa Kimura, représente la ville de Sydney ravagée par un bombardement atomique. Menace d'une guerre nucléaire, mensonges des politiciens, consumérisme, sont parmi les sujets abordés dans cet album.

## Liste des titres
| 1. | When the Generals Talk  | - Peter Garrett - Rob Hirst - Jim Moginie | 3:32 |
| 2. | Best of Both Worlds     | - Hirst - Moginie                         | 4:05 |
| 3. | Sleep                   | - Garrett - Hirst - Moginie               | 5:09 |
| 4. | Minutes to Midnight     | - Garrett - Moginie                       | 3:20 |
| 5. | Jimmy Sharman's Boxers  | - Hirst - Moginie                         | 7:10 |
| 6. | Bakerman (instrumental) | Hirst                                     | 0:52 |

| 1. | Who Can Stand in the Way              | - Garrett - Moginie                                  | 4:33 |
| 2. | Kosciusko                             | - Hirst - Moginie                                    | 4:47 |
| 3. | Helps Me Helps You                    | - Hirst - Moginie                                    | 3:44 |
| 4. | Harrisburg                            | - Moginie - Denis Kevans                             | 3:46 |
| 5. | Bells and Horns in the Back of Beyond | - Garrett - Peter Gifford - Hirst - Moginie - Rotsey | 3:30 |
| 6. | Shipyards of New Zealand              | - Garrett - Moginie                                  | 5:53 |